# Роза на ветровете
Роза на ветровете е векторна диаграма, която се използва в метеорологията и градоустройството. Изразява режима на ветровете на дадено местоположение за определен период от време. Големината на векторите зависят от повторяемостта и средната скорост на ветровете в съответните посоки.